# Borja del Rosario
Borja Rafael del Rosario Ramos, más conocido como Borja, (14 de enero de 1985) es un futbolista español. Borja juega como mediapunta y banda izquierda.

## Clubes
| Club                       | País   | Año       |
| -------------------------- | ------ | --------- |
| Unión Deportiva Las Palmas | España | 2004-2005 |
| Málaga CF                  | España | 2005-2007 |
| Rayo Vallecano             | España | 2006-2007 |
| Mallorca B                 | España | 2006-2007 |
| SD Lemona                  | España | 2008-2009 |
| Montañeros CF              | España | 2009-2010 |
| CD Mensajero               | España | 2010-2011 |